# Лящук Василь Кіндратович

Васи́ль Кіндра́тович Лящу́к (1 березня 1948 р., с. Старий Почаїв на Тернопільщині) — український поет, перекладач, Член Національної Спілки письменників України (НСПУ) та Національної Спілки журналістів України (НСЖУ).

## Біографія
Народився незрячим на праве око, а ліве бачило лише на 3 %. У 40 років втратив рештки зору.
Закінчив Старопочаївську восьмирічку, середню школу-інтернат для незрячих дітей у Львові, філологічний факультет Рівненського педінституту. Займався тут у літстудії, якою керував М.Кузьменко. Його творче зростання відбувалося разом із П.Велесиком, Б.Боровцем, М.Пшеничним та іншими надалі відомими поетами.
Працював на журналістській та викладацькій ниві. Друкувався на сторінках багатьох газет та журналів. Живе в м. Рівному. Володіє англійською, німецькою, есперанто, церковнослов'янською мовами.
Василь Лящук став лауреатом щорічної Рівненської обласної літературної премії Світочів. Премія передбачає і грошову винагороду в розмірі 10 тисяч гривень. Лауреат літературної премії імені Валер'яна Поліщука (2018).

## Творчість
- Поетичні твори:
- «Почаївська мозаїка» (1992),
- «Нас не буде — буде наша спрага» (1997),
- «Тьмі наперекір» (1998),
- «Ноша бджоли» (2000),
- «Моє помешкання» (2005),
- «Дзвіниця» (2008),
- «Юності щемливий плин» (2009),
- «Запахла нехворощ і м'ята» (2010),
- «Волинські обереги» (2012).
- «На відстані руки» (2023)

У 2013 році Василь Лащук видав книгу «Сонети Вільяма Шекспіра», які Василь Кіндратович перекладав впродовж півстоліття свого життя. Ця збірка — білінгва, тобто містить оригінали англійською та переклади пана Василя українською.